# MC88100

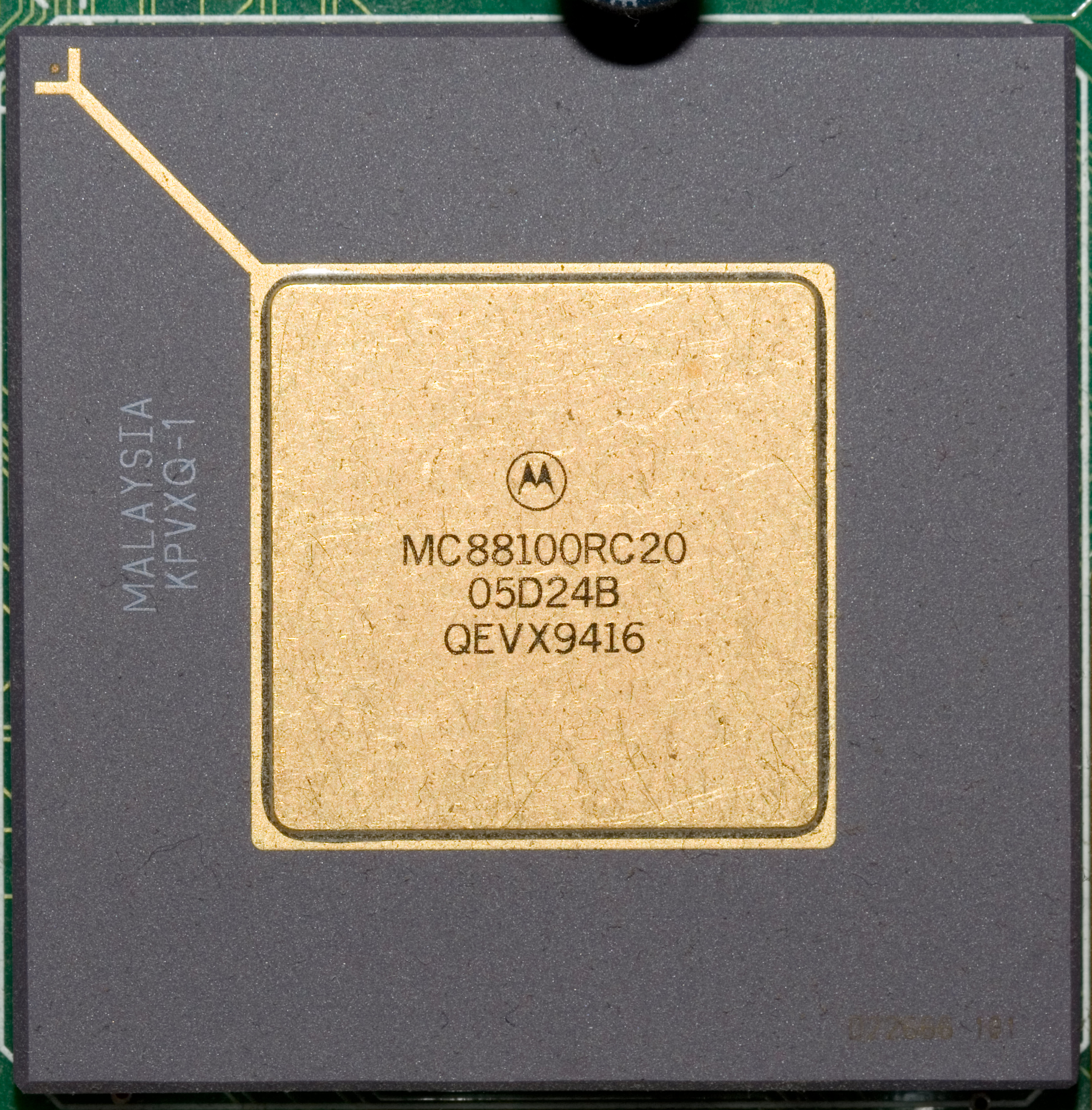
Motorola MC88100 RISC CPU

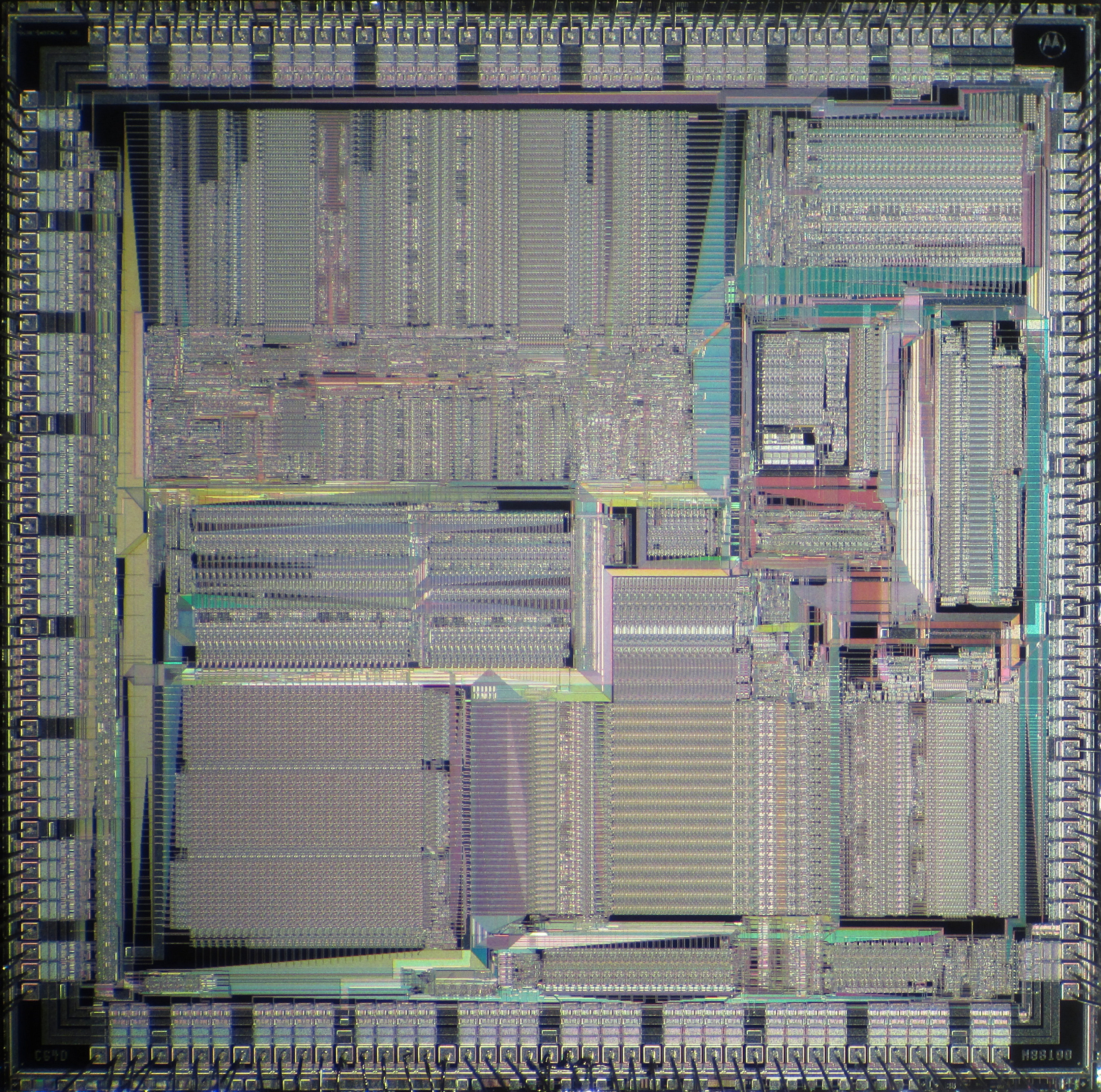
Кристаллическая структура микропроцессора Motorola MC88100

MC88100 — микропроцессор, разработанный компанией Motorola. Анонсирован в 1988 году и является первой реализацией системы команд 88000. Ему на смену в начале 1990-х пришёл MC88110. Вместе с микросхемой Motorola MC88200 применялся в качестве базового элемента в линейке военных продуктов Thomson-CSF, рассчитанных на процессоры, реализующие RISC-архитектуру

## Архитектура
Микропроцессор имел суперскалярную архитектуру с множеством целочисленных и математических блоков, которые поддерживали внеочередное исполнение команд. MC88100 имел раздельные кеши для данных и для команд. Эти кеши были реализованы в виде отдельной микросхемы MC88200, которая содержала блок управления памятью и саму кеш-память. Для MC88100 требовались как минимум 2 такие микросхемы для каждого кеша. Дополнительные MC88200 могли быть добавлены для увеличения объёма кешей.
Такая схема разделения была выбрана для придания системе гибкости, количество кеш-памяти могло варьироваться в зависимости от цены. На практике же установка дополнительных микросхем кеш-памяти требовала больше места на печатной плате и разводки дополнительных шин между кешами и MC88100, что увеличивало сложность и стоимость.

## Операционно-технические параметры
MC88100 содержал 165 000 транзисторов, а MC88200 — 750 000 транзисторов. Оба процессора производились на фабриках Motorola по технологическому процессу 1,5 мкм КМОП.

## Коммерческий релиз
MC88100 не имел коммерческого успеха. Это произошло по множеству причин, включая необходимость микросхем MC88200. Основная же причина заключалась в том, что Motorola выпускала очень успешное семейство процессоров 68000. Это породило конкуренцию между двумя архитектурами, к тому же цена на большие партии MC88100 была неоправданно завышена. Микропроцессоры MC88100 нашли применение на рынке высокопроизводительных встраиваемых систем, в собственных компьютерах Motorola и в больших компьютерах таких компаний, как Data General.